# Bistum Kaposvár
Das Bistum Kaposvár (ungarisch Kaposvári Egyházmegye, lateinisch Dioecesis Kaposvarensis) ist ein ungarisches Bistum der römisch-katholischen Kirche, das dem Erzbistum Veszprém unterstellt ist. Es hat seinen Sitz in Kaposvár.
Das Bistum wurde von Papst Johannes Paul II. am 31. Mai 1993 aus dem südlichen Teil des Erzbistums Veszprém errichtet. Es umfasst im Wesentlichen das Komitat Somogy.

## Bischöfe von Kaposvár
- Béla Balás (31. Mai 1993–25. März 2017)

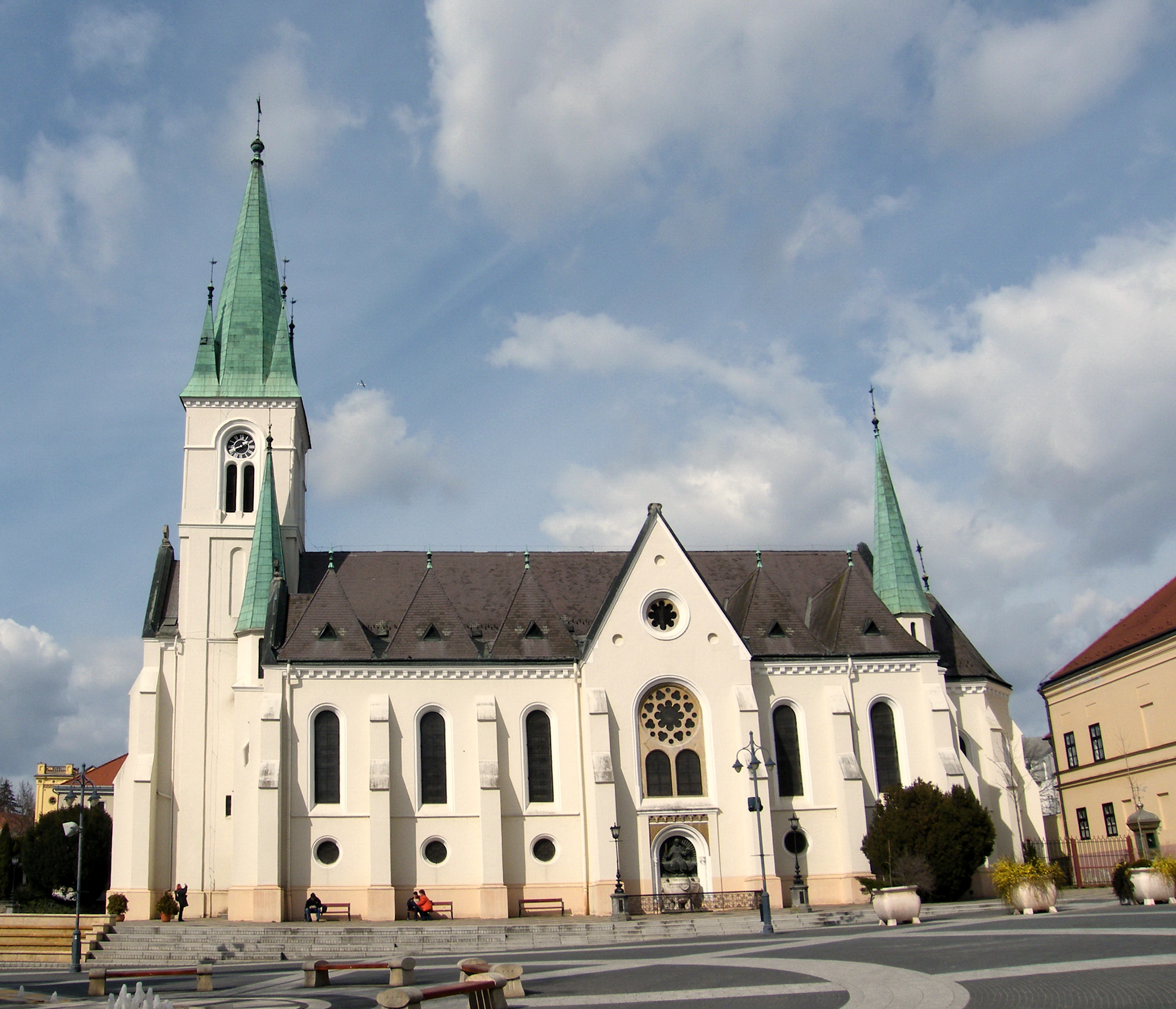
Kathedrale St. Maria in Kaposvár

- László Varga (seit 25. März 2017)